# Anethum
Genre
Espèces de rang inférieur
- Anethum graveolens

Anethum est un genre de plantes à fleurs de la famille des Apiaceae, sous-famille des Apioideae, tribu des Apieae qui ne compte que quelques espèces de plantes herbacées, dont une largement répandue dans le monde : l'aneth odorant (Anethum graveolens).

## Description botanique
- L'aneth est une plante herbacée, annuelle (quelquefois bisannuelle) d'une hauteur comprise entre 50 et 150 cm et d'une extension de 30 à 40 cm.
- Les tiges sont érigées et lisses.
- Feuilles basales pétiolées, gaines marginalement scarieuses. Limbes 2-3 profondément découpés. Derniers segments fins et linéaires (quasi filiformes).
- Inflorescence en ombelles lâches à pédoncules rameux (rayons nombreux et inégaux). Pas de bractées ni de bractéoles.
  - Calice 5-mère composé de sépales minuscules.
  - Corolle formée de 5 pétales libres de couleur jaune, nervurés de brun. Apex très incurvé.
  - Stylopode conique. Styles courts, d'abord dressés, se recourbant après la floraison.
- Fruit ellipsoïdal ou ovo-ellipsoïdal brun strié de jaune, nettement aplati dorsalement. Côtes dorsales filiformes, en légère saillie. Côtes latérales en forme d'aileron étroit se réduisant à chaque extrémité. Un vitta dans chaque sillon, deux par commissure. Carpophore bifide à la base.